# Hyvin Kiyeng
Hyvin Kiyeng Jepkemoi (13 de enero de 1992) es una deportista keniana que compite en atletismo.
Participó en dos Juegos Olímpicos de Verano, obteniendo dos medallas, plata en Río de Janeiro 2016 y bronce en Tokio 2020, en la prueba de 3000 m obstáculos.
Ganó dos medallas en el Campeonato Mundial de Atletismo, oro en 2015 y bronce en 2017.

## Palmarés internacional
| Juegos Olímpicos   | Juegos Olímpicos        | Juegos Olímpicos  | Juegos Olímpicos  |
| Año                | Lugar                   | Medalla           | Prueba            |
| ------------------ | ----------------------- | ----------------- | ----------------- |
| 2016               | Río de Janeiro (Brasil) | Medalla de plata  | 3000 m obstáculos |
| 2020               | Tokio (Japón)           | Medalla de bronce | 3000 m obstáculos |
| Campeonato Mundial |                         |                   |                   |
| Año                | Lugar                   | Medalla           | Prueba            |
| 2015               | Pekín (China)           | Medalla de oro    | 3000 m obstáculos |
| 2017               | Londres (Reino Unido)   | Medalla de bronce | 3000 m obstáculos |